# だてマスク

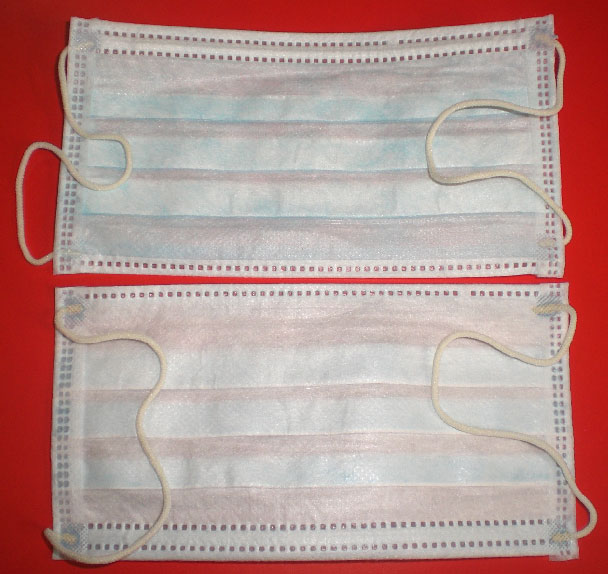
一般的な衛生用マスク

だてマスク（伊達マスク）とは、本来の衛生上の理由とは異なる目的で常にマスクを着用すること、あるいはそのようにしてマスクを着用する人のことを指す。「（マスクを）完全に外すのは飯、風呂、寝る時だけ」と証言する者もいる。

## 概要
一般的にマスクは、口や鼻を覆うことで、菌や花粉・粉塵が体内に侵入することを防ぐことなどの、衛生上の目的で使用されるが、そうした本来の用途から外れた目的で、マスクを使用する者がいる。

### 2009年の新型インフルエンザとだてマスク
日本においては、2009年に流行した新型インフルエンザを機に、一時的にマスク着用者が増えた。翌年までに新型インフルエンザは収束し、マスク着用者は少数派になったものの、首都圏など都市部の若者を中心に日常的にマスクを着用する人が見られるようになった。
博報堂若者研究所の原田曜平が『近頃の若者はなぜダメなのか』（2010年1月16日発売）で「だてマスク」について取り上げた。その後、朝日新聞が2011年1月に日本の10代（男女問わず）の世代にそうした傾向が見られることを報じて、同紙の取材で年代を問わず大人の中にも「だてマスク」着用者が存在することが明らかになった。
当初インフルエンザ対策や花粉症対策などの目的で着用していた者が「だてマスク」に転化する場合もあるため、第三者にとっては「だてマスク」かどうかの区別は容易ではない。しかしその実、渋谷センター街でマスクを着用している人の内、約3割が「だてマスク」だったという調査もある。

### 新型コロナウイルス感染拡大以降
2019年12月に中国で感染拡大が始まった新型コロナウイルス感染症が、2020年1月以降、世界的に蔓延し、パンデミックとなった。日本においては、海外諸国とは異なり、マスクの着用が法律で義務化されることはなかったものの、第1波収束後の2020年初夏から、感染予防対策として政府、公共機関、企業、学校などが利用者に着用を強くお願いしたり、一部店舗や施設では義務化した上で未着用者の入店をお断りするなどして、マスク着用が広く普及し、マスクを着用していない顔を他人に見せる機会が大幅に減った。
その後、2022年5月、政府は「屋外でのマスク着用は原則不要」と呼びかけるようになったが、日常生活でのマスク着用が定着したことで、マスクを着用していない顔を他人に見せることに抵抗を感じている人が増えている。
2022年10月の産経新聞グループのレブ・クリエイトの調査によると、「人前で素顔を見せることにためらいを感じる」という回答が13.9％で、男性で5.2％、女性では22.6％と女性では特に多くなっている。
また、2022年9月の第一三共ヘルスケアの調査によると、感染対策以外の目的でのマスク着用について、「感染対策以外で着用している」が41.5％に上った。このうち、「感染対策以外で着用している」の人が挙げた理由では、女性では「化粧をしていないことを隠すことができるため」が60.3%、「エチケットやマナーのため」が42.6％、「自分の素顔を隠すことができる」が41.8％となった。また男性でも、「エチケットやマナーのため」が46.2%、「髭を剃っていないことを隠すことができるため」が30.6%、「口臭を隠すことができるため」が10.4％となっている。
政府は2023年2月10日、同年3月13日以降、マスク着用を屋内外とも「個人の判断に委ねる」と発表した。
しかし、政府宣言後の2023年3月13日以降も、日本では大多数の人たちがマスクを着用し続けている。2023年4月10日に東京駅前でAIを使ってマスク着用率を調査した日本テレビの報道によると、85.6％の人々がマスクを着用していた。
その後、政府は2023年5月8日に新型コロナウイルスの感染症の予防及び感染症の患者に対する医療に関する法律（感染症法）上の分類を2類相当から季節性インフルエンザと同等の5類に引き下げたものの、屋内を中心にマスクを外さない人が多数となっており、新型コロナウイルス対策ではない目的での使用も常態化している。また、子どもたちを含む多くの人たちが「マスク依存症」となっている可能性がある。

## 目的
用者や推進派が語る、「だてマスク」の目的は以下の通りである。
- 何となく落ち着く[1]。
- 怒られている時、マスクを外しているとこたえる[1]。
- 顔がコンプレックスだから[1]。
- 顔を隠せるため視線にさらされない安心感がある[1]。
- 会いたくない知人と会ったとき、相手に気づかれずにやり過ごせる[3]。
- 人と話さずに済む[13]。
- 物怖じせずに会話ができる[13]。
- 妄想でニヤついても問題がない[13]。
- マスク美人もしくはイケメンになれる[13]。
- 仕事中に眠いのを隠すため[4]。
- ノーメイクで出かけるときの顔のカバーとして。
- 寝ているときに乾燥から唇や顔を保湿する美容目的。
- 真夏やスキー、スノーボードなどでの紫外線予防。
- 髭が剃れなかったり、徹夜明けの無精ひげを隠す。
- 焼き肉など臭いの気になる食事を楽しんだ後の口臭予防。
- 調子が良くないときに何となくアピールできる。

## マスク断ち
「だてマスク」をやめる決意をすることを、「マスク断ち」と言う。

## 心理学的分析
聖学院大学人間福祉学部准教授（心理テスト研究）の山田麻有美は「だてマスクには他者の目に対する強い意識を感じる。かつてのガングロや目力メークに通じるものだと思う。」と語る。
博報堂生活総合研究所アナリストの原田曜平は、「メールやSNSなどネット上のコミュニケーションに慣れた若者が“だてマスク”をするようになっている。人間のコミュニケーションは本来、言葉つきや相手の表情を含んでとられるものだったが、携帯やパソコン上の文字だけのコミュニケーションでは、そのような要素がないため、互いに本音を隠したままでことを進めることができる。それに慣れてしまった若者たちは、まず自分の本音を他人に知られることが怖い。そして自分の弱みを知られることを嫌うのではないか。」と指摘する。
国際医療福祉大学臨床心理学専攻教授で教育評論家の和田秀樹は、「リアルなコミュニケーションを避けるのは、社会不安障害に近い症状で、マスクは、引きこもりにならないよう何とか外に出るための一種の防衛装置である。表情を読まれないことに慣れると癖になってしまう。」と語った。

## 関連書籍
- 菊本裕三『［だてマスク］依存症』扶桑社、2011年6月。ISBN 978-4594064235。